# ボストン・セルティックスの年代別主要選手一覧
ボストン・セルティックスの年代別主要選手の一覧
太文字…殿堂入り選手 (C)…優勝時に在籍した選手 (M)…在籍時にMVPを獲得した選手 (50)…偉大な50人 (75)…偉大な75人
| 1940年代 (プレーオフ進出：1回) - エド・サドウスキー (Ed Sadowski)：1947-1948 1950年代 (プレーオフ進出：9回, ファイナル進出：3回, 優勝：2回) - エド・マコーレー (Ed Macauley)：1950-1956 - ボブ・クージー (Bob Cousy)：1950-1963 (C)(M)(50)(75) - ボブ・ハリス (Bob Harris)：1950-1954 - ビル・シャーマン (Bill Sharman)：1951-1961 (C)(50)(75) - コーチとしても殿堂入り - ボブ・ブラナム (Bob Brannum)：1951-1955 - ジーン・コンリー (Gene Conley)：1952-1953, 1958-1961 (C) - ドン・バークスデール (Don Barksdale)：1953-1955 - ジャック・ニコルズ (Jack Nichols)：1953-1958 (C) - フランク・ラムジー (Frank Ramsey)：1954-1955, 1956-1964 (C) - ジム・ロスカトフ (Jim Loscutoff)：1955-1964 (C) - アーニー・ライゼン (Arnie Risen)：1955-1958 (C) - ビル・ラッセル (Bill Russell)：1956-1969 (C)(M)(50)(75) - トム・ヘインソーン (Tom Heinsohn)：1956-1965 (C) - アンディ・フィリップ (Andy Phillip)：1956-1958 (C) - サム・ジョーンズ (Sam Jones)：1957-1969 (C)(50)(75) - K・C・ジョーンズ (K.C. Jones)：1958-1967 (C) 1960年代 (プレーオフ進出：10回, ファイナル進出：9回, 優勝：9回) - サッチ・サンダース (Satch Sanders)：1960-1973 (C) - ジョン・ハブリチェック (John Havlicek)：1962-1978 (C)(50)(75) - クライド・ラブレット (Clyde Lovellette)：1962-1964 (C) - ウィリー・ナオルス (Willie Naulls)：1963-1966 (C) - ラリー・ジークフリード (Larry Siegfried)：1963-1970 (C) - ジョン・トンプソン (John Thompson)：1964-1966 (C) - 主にジョージタウン大学のコーチとしての貢献を評価されての殿堂入り。NBAでの選手としての活動は2年間のみ。 - ドン・ネルソン (Don Nelson)：1965-1976 (C) - ベイリー・ハウエル (Bailey Howell)：1966-1970 (C) - ウェイン・エンブリー (Wayne Embry)：1966-1968 (C) - ドン・チェイニー (Don Chaney)：1968-1975, 1977-1980 (C) - エム・ブライアント (Em Bryant)：1968-1970 (C) - ジョ・ジョ・ホワイト (Jo Jo White)：1969-1979 (C) - スティーブ・クベルスキー (Steve Kuberski)：1969-1974, 1975-1977 (C) - ハンク・フィンケル (Henry Finkel)：1969-1975 (C) 1970年代 (プレーオフ進出：6回, ファイナル進出：2回, 優勝：2回) - デイブ・コーウェンス (Dave Cowens)：1970-1980 (C)(M)(50)(75) - アート・ウィリアムス (Art Williams)：1970-1974 (C) - ポール・サイラス (Paul Silas)：1972-1976 (C) - ポール・ウェストファル (Dave Cowens)：1972-1975 (C) - ケビン・スタコム (Kevin Stacom)：1974-1978 (C) - チャーリー・スコット (Charlie Scott)：1975-1978 (C) - シドニー・ウィックス (Sidney Wicks)：1976-1978 - セドリック・マクスウェル (Cedric Maxwell)：1977-1985 (C) - デイブ・ビン (Dave Bing)：1977-1978 (50)(75) - ネイト・アーチボルド (Nate Archibald)：1978-1983 (C)(50)(75) - クリス・フォード (Chris Ford)：1978-1982 (C) - リック・ロビー (Rick Robey)：1979-1983 (C) - ラリー・バード (Larry Bird)：1979-1992 (C)(M)(50)(75) - ジェラルド・ヘンダーソン (Gerald Henderson)：1979-1984 (C) - M・L・カー (M. L. Carr)：1979-1985 (C) 1980年代 (プレーオフ進出 : 10回, ファイナル進出 : 5回, 優勝 : 3回) - ロバート・パリッシュ (Robert Parish)：1980-1994 (C)(50)(75) - ケビン・マクヘイル (Kevin McHale)：1980-1993 (C)(50)(75) - ダニー・エインジ (Danny Ainge)：1981-1989 (C) - クイン・バックナー (Quinn Buckner)：1982-1985 (C) - スコット・ウェドマン (Scott Wedman)：1983-1987 (C) - デニス・ジョンソン (Dennis Johnson)：1983-1990 (C) - ビル・ウォルトン (Bill Walton)：1985-1987 (C)(50)(75) - ジェリー・シヒティング (Jerry Sichting)：1985-1988 (C) - レジー・ルイス (Reggie Lewis)：1987-1993 - ブライアン・ショウ (Brian Shaw (basketball))：1988-1989, 1990-1992 - ケビン・ギャンブル (Kevin Gamble)：1988-1994 - エド・ピンクニー (Ed Pinckney)：1989-1994 1990年代 (プレーオフ進出：5回) - ディー・ブラウン (Dee Brown)：1990-1998 - リック・フォックス (Rick Fox)：1991-1997 - シャーマン・ダグラス (Sherman Douglas)：1992-1995 - ゼイビア・マクダニエル (Xavier McDaniel)：1992-1995 - ディノ・ラジャ (Dino Rađa)：1993-1997 - エリック・モントロス (Eric Montross)：1994-1996 - デイビッド・ウェズリー (David Wesley)：1994-1997 - ドミニク・ウィルキンス (Dominique Wilkins)：1994-1995 (75) - パービス・エリソン (Pervis Ellison)：1994-2000 - エリック・ウィリアムス (Eric Williams)：1995-1997, 1999-2003 - デイナ・バロス (Dana Barros)：1995-2000, 2004 - アントワン・ウォーカー (Antoine Walker)：1996-2003, 2005 - チャウンシー・ビラップス (Chauncey Billups)：1997-1998 - ロン・マーサー (Ron Mercer)：1997-1999 - ウォルター・マッカーティ (Walter McCarty)：1997-2005 - ケニー・アンダーソン (Kenny Anderson)：1998ｰ2002 - ポール・ピアース (Paul Pierce)：1998-2013 (C)(75) - トニー・バティ (Tony Battie)：1998-2003 | 2000年代 (プレーオフ進出：6回, ファイナル進出：1回, 優勝：1回) - マーク・ブラント (Mark Blount)：2000-2002, 2003-2006 - J・R・ブレマー (J. R. Bremer)：2002-2003 - ケンドリック・パーキンス (Kendrick Perkins)：2003-2011 (C) - リッキー・デイビス (Ricky Davis)：2003-2006 - アル・ジェファーソン (Al Jefferson)：2004-2007 - デロンテ・ウェスト (Delonte West)：2004-2007, 2010-2011 - トニー・アレン (Tony Allen)：2004-2010 (C) - ゲイリー・ペイトン (Gary Payton)：2004-2005 (75) - ライアン・ゴメス (Ryan Gomes)：2005-2007 - ブライアン・スカラブリニ (Brian Scalabrine)：2005-2010 (C) - ラジョン・ロンド (Rajon Rondo)：2006-2014 (C) - レオン・ポウ (Leon Powe)：2006-2009 (C) - レイ・アレン (Ray Allen)：2007-2012 (C)(75) - グレン・デイビス (Glenn Davis)：2007-2011 (C) - ケビン・ガーネット (Kevin Garnett)：2007-2013 (C)(75) - エディ・ハウス (Eddie House)：2007-2010 (C) - ジェームス・ポージー (James Posey)：2007-2008 (C) - P・J・ブラウン (P. J. Brown)：2008 (C) - サム・キャセール (Sam Cassell)：2008-2009 (C) - ラシード・ウォーレス (Raseed Wallece)：2009-2010 2010年代 (プレーオフ進出：9回, ファイナル進出：1回) - エイブリー・ブラッドリー (Avery Bradley)：2010-2017 - シャキール・オニール (Shaquille O'Neal)：2010-2011 (50)(75) - ジェフ・グリーン (Jeff Green)：2011, 2012-2015 - ブランドン・バス (Brandon Bass)：2011-2015 - ジャレッド・サリンジャー (Jared Sullinger)：2012-2016 - ジョーダン・クロフォード (Jordan Crawford)：2013-2014 - ケリー・オリニク (Kelly Olynyk)：2013-2017 - マーカス・スマート (Marcus Smart)：2014-2023 - ジェイ・クラウダー (Jae Crowder)：2014-2017 - アイザイア・トーマス (Isaiah Thomas)：2015-2017 - テリー・ロジアー (Terry Rozier)：2015-2019 - ジェイレン・ブラウン (Jaylen Brown)：2016- (C) - アル・ホーフォード (Al Horford)：2016-2019, 2021-2025 (C) - ジェイソン・テイタム (Jayson Tatum)：2017- (C) - マーカス・モリス (Marcus Morris)：2017-2019 - ゴードン・ヘイワード (Gordon Hayward)：2017-2020 - ダニエル・タイス (Daniel Theis)：2017-2021, 2022 - カイリー・アービング (Kyrie Irving)：2017-2019 - ロバート・ウィリアムズ3世 (Robert Williams III)：2018-2023 - グラント・ウィリアムズ (Grant Williams III)：2019-2023 - ケンバ・ウォーカー (Kemba Walker)：2019-2021 2020年代 (プレーオフ進出：6回, ファイナル進出：2回, 優勝：1回) - ペイトン・プリチャード (Payton Pritchard)：2020- (C) - ルーク・コーネット (Luke Kornet)：2021, 2022-2025 (C) - サム・ハウザー (Sam Hauser)：2021- (C) - デリック・ホワイト (Derrick White)：2022- (C) - マルコム・ブログドン (Malcolm Brogdon)：2022-2023 - クリスタプス・ポルジンギス (Kristaps Porziņģis)：2023-2025 (C) - ドリュー・ホリデー (Jrue Holiday)：2023-2025 (C) |